# 四羰基钴酸
四羰基钴酸（又称四羰基氢化钴、四羰基合钴(-I)酸）是一种金属有机化合物，化学式为HCo(CO)4。它是挥发性的黄色液体，其蒸气无色，具有恶臭。它在空气中易被氧化，微溶于水，是一种强酸。

## 制备
四羰基合钴(-I)酸最早被Hieber在20世纪30年代初期描述。它是第二个被发现的过渡金属形成的氢化物。它可由Co2(CO)8和钠汞齐或其它还原剂反应，酸化后得到：
Co2(CO)8 + 2 Na  →  2 NaCo(CO)4
NaCo(CO)4 + H+  →  HCo(CO)4 + Na+
由于HCo(CO)4能够迅速分解，它也能通过Co2(CO)8的原位加氢得到：
Co2(CO)8 + H2 ⇌  2 HCo(CO)4
平衡反应的热力学参数由红外光谱确定ΔH = 4.054 kcal mol−1, ΔS = −3.067 cal mol−1 K−1。